# قوش خزائی
قوش خزاعی خراسان یا قوش عَرَب، از روستاهای شهرستان سرخس است که در جنوب این شهر و در حاشیه جاده سرخس - مشهد قرار گرفته‌است. اکثر مردم این روستا عرب زبان و عموما عرب تبار هستند و از تیره‌های اعرابی می‌باشند که در عربخانه بیرجند زندگی می‌کنند.
برخی از ساکنین قوش خزاعی معتقدند که از طایفه حازم بن خزیمه خوزستان هستند.
طوایف عرب اصلی این روستا عبارتند از :
بنی خزیمه :
بزرگان این طایفه بر این اعتقاد هستند که از طایفه بنی کنانه بوده و ریشه و اصالتشان از بصره عراق بوده و ابتدا به خوزستان و بعد عربخانه بیرجند مهاجرت کرده . 
بنی خزاعه (خزائی) :
تمامی طوایف موجود خزائی در خراسان اصالت عراقی داشته که از صدر اسلام تاکنون در خراسان ساکن بوده اند. . 
سادات موسوی :
طایفه کوچکی از سادات عرب تبار موسوی در روستای قوش خزائی ساکن هستند که قدمت حضورشان در ایران به ۱۵۰ سال می‌رسد که ابتدا در محلهٔ نوغان مشهد و بعد در قوش خزائی سکنا گزیدند این تیره از سادات از نسب و طایفه بزرگ آل مشعشع نجف اشرف می‌باشند که برخی از آن‌ها در عراق و برخی در خوزستان ساکن هستند . 
عرب قدیمی نیز جزو طوایف بزرگ روستا بشمار میرود و درخراسان سکونت دارند  و تماما ریشه عربی خوزستانی و عراقی دارند .
```
قدمت این روستا بیش از ۱۵۰ سال است .
```

بر اساس سرشماری سال ۱۳۸۵ جمعیت آن ۴۳۴ خانوار و ۱۹۷۹ نفر 
است«نتایج سرشماری ایران در سال ۱۳۸۵». درگاه ملی آمار. بایگانی‌شده از روی نسخه اصلی در ۲۱ آبان ۱۳۹۲.